# Bom Retiro
Bom Retiro este un oraș în Santa Catarina (SC), Brazilia.